# Lányok ülnek a toronyban
A Lányok ülnek a toronyban kezdetű magyar népdal Kodály Zoltán gyűjtötte 1909-ben a Nyitra vármegyei Nyitracsehiben. A szövegnek több dallamváltozata van.
Feldolgozás:
| Szerző        | Mire     | Mű                    | Előadás |
| ------------- | -------- | --------------------- | ------- |
| Kodály Zoltán | daljáték | Székely fonó, 10. dal | [ 1 ]   |

## Kotta és dallam
| Lányok ülnek a toronyban arany koszorúban, arra mennek a legények sári sarkantyúban. Lányok vagytok, szépek vagytok, piros az orcátok, kertbe mentek rózsát szedni, szívem szakad rátok. | ① | ② |

A sári sarkantyú sárga sarkantyút jelent.

## Felvételek
- Lányok ülnek a toronyba. Énekli: Csóka Anita  MP3SongPreview (Hozzáférés: 2016. február 12.) (audió)[halott link]